# Мочков Олександр Борисович
Олександр Борисович Мочков (нар. 27 травня 1981) — політик, тричі депутат Масандрівської селищної ради, народний депутат України VII скликання. 
Кандидат наук з державного управління. Державний службовець першого рангу.

## Життєпис
Народився 27 травня 1981 року у Хмільнику Вінницької області, 1998 року закінчив середню школу № 11, у Ялті.
2003 — закінчив Ялтинський інститут менеджменту за спеціальністю «фінанси» та здобув кваліфікацію «магістр фінансів».
2003 — у Кримському інституті економіки та господарського права, Кримському центрі підготовки фахівців фондового ринку склав іспит і атестований як фахівець з питань торгівлі цінними паперами.
Того ж року пройшов військовий вишкіл на військовій кафедрі Київського політехнічного інституту у Військовому інституті телекомунікацій та інформатизації. Склав присягу 5 липня 2003 року. Офіцер запасу.
2008 — закінчив Національну академію державного управління при Президентові України у Києві та здобув другу вищу освіту, за фахом «магістр державного управління».
З 2013-го по 2017-й роки — навчання в аспірантурі у Національній академії державного управління при Президентові України.
Після російської анексії Криму самопроголошена «влада» півострову включила Мочкова до списку осіб, яким заборонено в'їзд на територію півострова.
20 серпня 2015 року Мочков став одним з 87 осіб, яким МЗС України анулювало дипломатичні паспорти. 2014 року покинув партію УДАР і з 2016 року працював разом із Міхеілом Саакашвілі над створенням його політичної партії.

## Трудова діяльність
- 2003 — експерт сектору вексельного обігу корпоративного бізнесу.
- 2004—2005 — провідний економіст відділу карткових продуктів корпоративних клієнтів у Ялтинській філії «ПриватБанку».
- 2005 — юрисконсульт у ПП «Каскад».
- 2005—2006 — фінансовий директор у ТОВ «ЕВАС-Альянс».
- 2007—2012 — приватний підприємець.
- 2008—2012 — засновник та директор ТОВ «Кримінвест груп XXI століття».
- 2009—2014 — президент «Ялтинського Центру соціальних та політичних досліджень».

## Політика
2002—2012 — депутат трьох скликань Масандрівської селищної ради АРК. В селищній раді Масандри Олександр працював в депутатській комісії з землеустрою. У 2006 році був обраний як член партії «Європейська столиця», однак наступного року ввійшов до депутатської групи «Регіони України», створеної з метою підтримки Партії регіонів на парламентських виборах 2007. Згодом став головою кримської республіканської парторганізації партії УДАР.
З 12 грудня 2012 — нардеп України VII скликання, обраний за загальнодержавним багатомандатним округом від партії УДАР Віталія Кличка, № 33 у списку. Мав 44 підлеглих помічників.
- Заступник голови Тимчасової спеціальної комісії ВРУ з питань Криму.
- Секретар Комітету ВРУ з питань інформатизації та інформаційних технологій.

Протягом цього часу у Криму було відкрито 18 громадських приймалень, у яких постійно велась робота з мешканцями півострова. Всього до громадських приймалень звернулось 2569 осіб, в основному за юридичними консультаціями і щодо питань оформлення пільг, матеріальної допомоги, пенсій, земельних ділянок.
2014 — кандидат в нардепи, від партії БПП «Солідарність», № 97 у списку. До 2014 р. — член партії «УДАР», член Політради та голова Кримської республіканської організації. 2014 — довірена особа кандидата на пост президента Порошенка у виборчому окрузі № 159.
2015 — радник Міністра соціальної політики України на громадських засадах.
З жовтня 2015 року по грудень 2017 року — помічник-консультант народного депутата України. Всього був помічником у трьох нардепів:
- Віктор Чумак (БПП, VIII скликання)
- Ірина Геращенко (НУНС, VI скликання)
- Євген Червоненко (Наша Україна, IV скликання)

З 2016 року член ініціативної групи по створенню політичної платформи «ХВИЛЯ», член номінаційного комітету. 
З лютого 2021 року по березень 2023 року Керівник Секретаріату ПП «СИЛА І ЧЕСТЬ». 

### Діяльність VII скликання
12 грудня 2012 року Мочков був обраний нардепом України 7-го скликання. У Криму було відкрито 18 приймалень, де Олександр особисто проводив зустрічі.
2013 року Мочков боровся за те, щоб ради усіх рівнів ухвалили рішення, які б забезпечили персональне голосування депутатів та введення сенсорної кнопки. Блокування ВРУ продовжували і у вихідні дні та вночі. Двотижневе блокування президії парламенту допомогло Верховній Раді ввести зміни в закон про Регламент, які мали б забезпечити персональне голосування.
За зміни до регламенту проголосувало 339 народних депутатів з 350 зареєстрованих.

## Власність
Згідно з офіційною декларацією, 2011 року Олександр не отримав жодного прибутку, сім'я Мочкова мала дохід в розмірі 56 790 грн, в тому числі 1560 грн «матеріальної допомоги». Нардепу належить квартира площею 35,4 м2, членам сім'ї — п'ять земельних ділянок площею 770, 425, 100, 561 і 586 м2, а також будинок площею 459 м2, дві квартири площею 49,4 і 35,4 м2. 
У членів сім'ї є три автомобілі: Lexus GS 350 2008 року випуску, Acura MDX (2008), Subaru Legacy 2007 року і ВАЗ 2121 1986 року.

## Критика
Мати Мочкова отримала земельну ділянку в Масандрівській селищній раді, батько отримав земельну ділянку площею 0,06 га на колишньому персиковому полі, яке було відібрано у комбінату Масандра. Дозвіл на передачу землі було видано Масандрівською сільрадою.
На ділянці почалось будівництво п'ятиповерхової будівлі площею 5 тис. м². Згодом дружина Мочкова також отримала ділянку, яка знаходиться поруч із ділянкою батька. Брат Мочкова, Микола (за документами безробітній) теж отримав ділянку від Масандрівської сільради, там було побудовано дерев'яний будинок площею 500 м2. На прохання прокоментувати отримання землі членами сім'ї Олександр відповідає відмовою.

## Євромайдан
Пан Мочков брав участь у подіях на Майдані у 2013—2014 роках, працюючи народним депутатом від фракції «УДАР», виступав за відставку уряду та Януковича. Виступав за дострокові парламентські вибори та перевибори президента.
Допомагав кримським активістам на Євромайдані. 7 грудня 2013 року на центральній площі Сімферополя проводив акцію — «Крим підводься!».

## Родина
- Дружина Мочкова Лілія
- Доньки Анна-Марія (2009) і Анастасія-Вікторія (2014).

## Спорт, захоплення
- Майстер спорту України з боротьби самбо.
- Фітнес, кросфіт, дайвінг, фридайвінг, плавання на відкритій воді, більярдний спорт.